# Arctous
Arctous – rodzaj roślin należących do rodziny wrzosowatych (Ericaceae). Obejmuje trzy gatunki. Rośliny te występują w strefie okołobiegunowej półkuli północnej oraz na obszarach górskich dalej na południu w strefie umiarkowanej. Zasięg obejmuje północną część Ameryki Północnej (na południu po Wyoming i New Hampshire), północną Europę oraz góry dalej na południu (Pireneje, Alpy, Karpaty, góry półwyspu bałkańskiego) oraz północną Azję sięgając po południowe Chiny.
W Polsce brak dziko rosnących przedstawicieli rodzaju. Mącznica alpejska Arctous alpina uprawiana jest w ogrodach skalnych.

## Morfologia

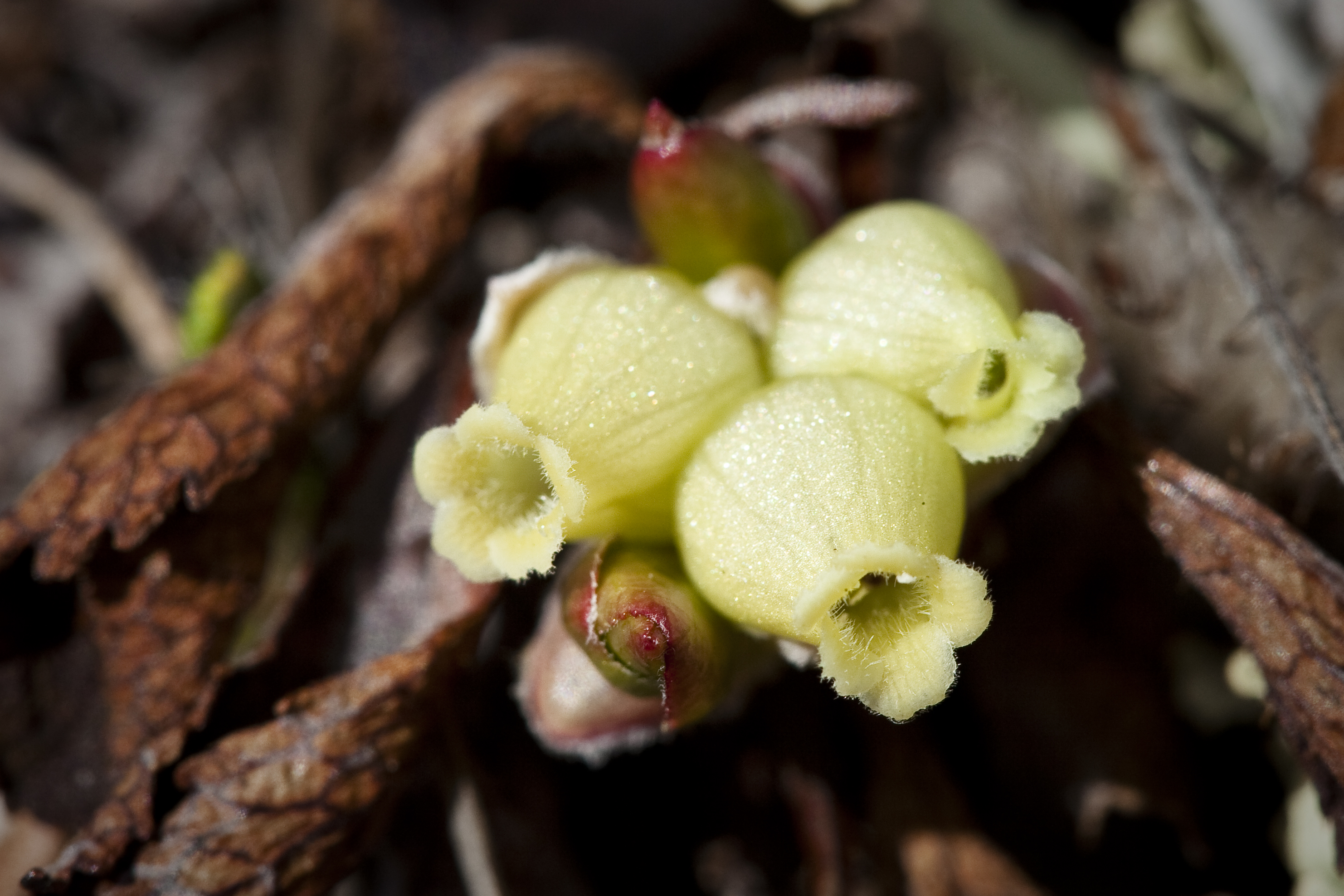
Kwiaty mącznicy alpejskiej

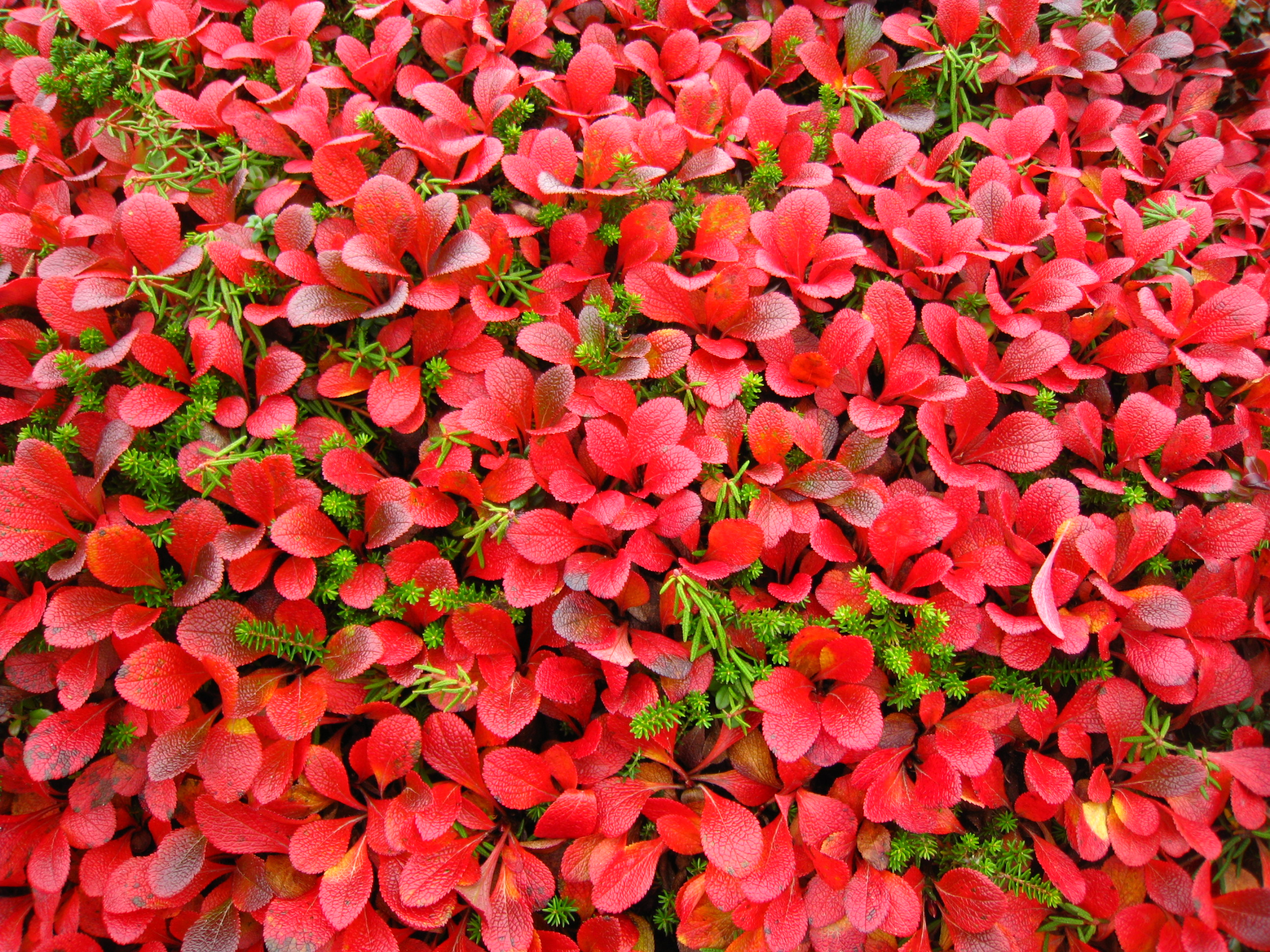
Liście mącznicy alpejskiej jesienią

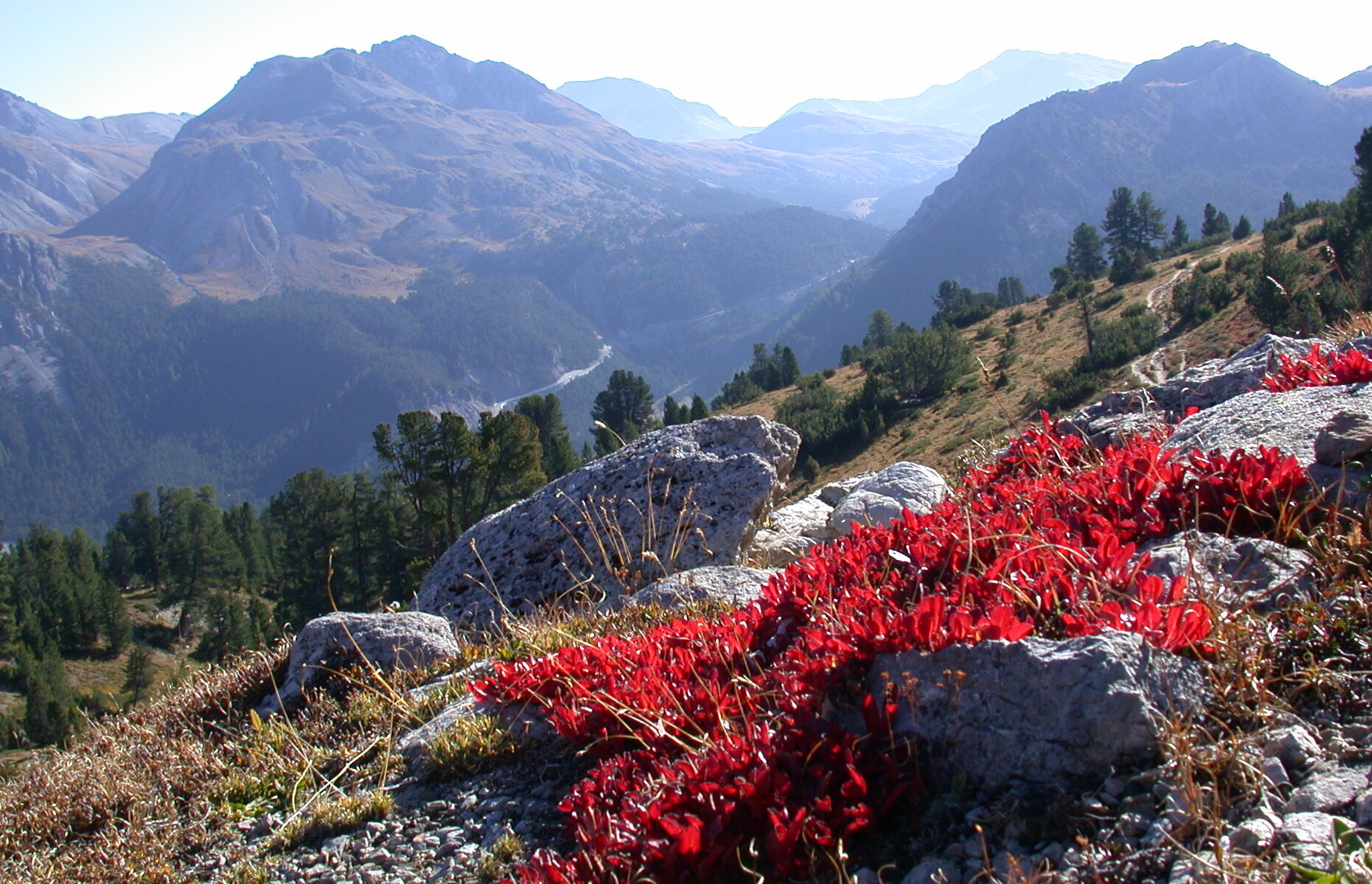
Mącznica alpejska w barwach jesiennych

PokrójNiskie, płożące i silnie rozgałęzione krzewinki, osiągające od kilku do ok. 20, rzadko 40 cm wysokości. Pędy są nagie, z korą brązową, łuszczącą się papierzasto.
LiścieSezonowe, jesienią przebarwiające się na intensywnie czerwony kolor, zachowujące się na pędach przez zimę. Blaszki nieco skórzaste, jajowate i owalne, karbowano-piłkowane. U A. microphylla osiągają zwykle tylko do 6 mm długości (rzadko do 17 mm), u pozostałych dwóch gatunków osiągają 2–5 cm długości.
KwiatyObupłciowe, zebrane w liczbie od 2 do 7 w kwiatostany groniaste. Działki kielicha w liczbie 5, są jajowate, wolne i trwałe. Płatki w liczbie 5 są zrośnięte w urnowatą koronę, tylko na szczycie z krótkimi wolnymi łatkami. Korona jest biała, kremowa, żółta lub zielona. Pręcików jest 10, są schowane w koronie, nitki ich są u nasady spłaszczone i owłosione, pylniki są czerwone, otwierają się dwoma szczytowymi porami. Zalążnia jest 4–10-komorowa, z pojedynczymi zalążkami w komorach, zwieńczona główkowatym znamieniem.
OwoceKuliste, soczyste, nagie, czerwone do czarnofioletowych pestkowce, u A. microphylla o średnicy do ok. 0,5 cm, u pozostałych gatunków do ok. 1 cm. Zawierają 4–5 pestek.

## Systematyka
Pozycja systematyczna
Jeden z sześciu rodzajów z podrodziny Arbutoideae Niedenzu w obrębie rodziny wrzosowatych (Ericaceae) z rzędu wrzosowców (Ericales), czasem wraz z pozostałymi łączony w jeden szeroko ujmowany rodzaj mącznica Arctostaphylos (wówczas jako sekcja Arctoae A. Gray, Syn. Fl. N. Amer. 2: 27. Mai 1878).
Wykaz gatunków
- Arctous alpina (L.) Nied. – mącznica alpejska[9][10]
- Arctous microphylla C.Y.Wu
- Arctous rubra (Rehder & E.H.Wilson) Nakai

## Uprawa
Uprawiana jest zwykle mącznica alpejska A. alpina. Rozmnaża się ją siejąc nasiona, ew. z sadzonek wiosną lub latem. Wymaga stanowisk słonecznych, gleby kwaśnej, przepuszczalnej i kamienistej.